# Mieke Sterk

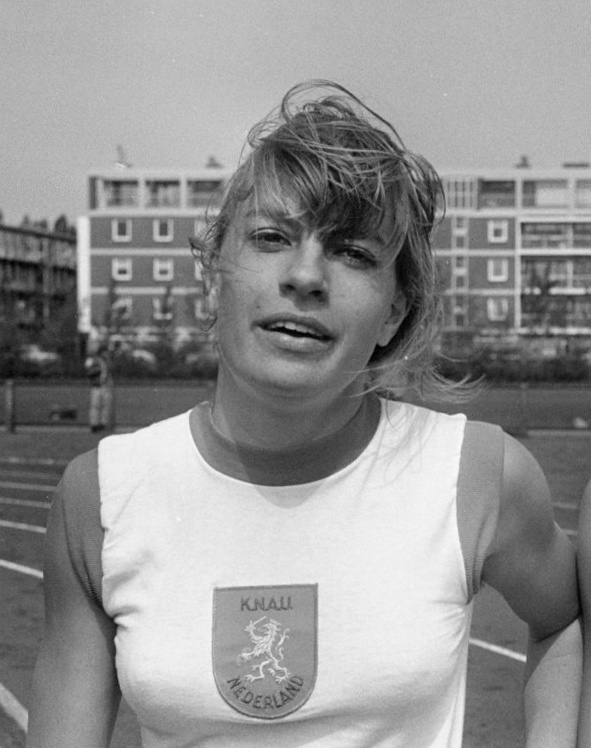
Mieke Sterk, 1970

Mieke Sterk (geschiedene van Wissen; * 5. Januar 1946 in Haarlem) ist eine ehemalige niederländische Sprinterin, Hürdenläuferin und Fünfkämpferin.
Bei den Olympischen Spielen 1968 in Mexiko-Stadt wurde sie Vierte in der 4-mal-100-Meter-Staffel und schied über 200 Meter im Vorlauf aus.
1970 wurde sie bei den Halleneuropameisterschaften in Wien Fünfte über 60 Meter Hürden und gewann bei der Universiade Bronze im Fünfkampf. 1971 schied sie bei den Halleneuropameisterschaften in Sofia über 60 Meter Hürden im Halbfinale und über 60 Meter im Vorlauf aus. Bei den Europameisterschaften in Helsinki kam sie im Fünfkampf auf den 13. Platz.
Bei den Halleneuropameisterschaften 1974 in Göteborg schied sie erneut über 60 Meter Hürden im Halbfinale und über 60 Meter im Vorlauf aus. 1975 scheiterte sie bei den Halleneuropameisterschaften in Katowice über 60 Meter Hürden in der ersten Runde.
Siebenmal wurde sie Niederländische Meisterin über 80 Meter Hürden bzw. 100 Meter Hürden (1967, 1969, 1970, 19721975), zweimal im Fünfkampf (1973, 1975) und einmal über 100 Meter (1975). In der Halle holte sie achtmal den nationalen Titel über 50 Meter Hürden bzw. 60 Meter Hürden (1970–1976, 1979) und zweimal über 50 Meter bzw. 60 Meter (1974, 1975).
Von 1994 bis 1988 war sie für die Partij van de Arbeid Abgeordnete in der Zweiten Kammer der Generalstaaten.

## Persönliche Bestleistungen
- 100 m: 11,6 s, 23. Mai 1968, Amsterdam
- 200 m: 23,5 s, 8. Juli 1973, Basel
- 60 m Hürden (Halle): 8,1 s, 16. Februar 1974, Arnheim (ehemaliger nationaler Rekord)
- 80 m Hürden: 11,0 s, 6. August 1967, Fourmies
- 100 m Hürden: 13,2 s, 16. Mai 1973, Arnhem (ehemaliger nationaler Rekord)
- Fünfkampf: 4440 Punkte, 7. Juli 1973, Basel (ehemaliger nationaler Rekord)